# كفر صليب سلامة
كفر صليب سلامة إحدى قرى مركز كفر شكر التابع لمحافظة القليوبية بجمهورية مصر العربية.

## السكان
بلغ عدد سكان كفر صليب سلامة 343 نسمة، حسب الإحصاء الرسمي لعام 2006.